# Ole Roos
Ole Roos (født 6. juni 1937, død 4. februar 2018) var en dansk filminstruktør, -fotograf og og manuskriptforfatter, der særligt er kendt for filmen Hærværk fra 1977.
Roos arbejdede både som fotograf, instruktørassistent og klipper. Han var ud af en filmfamilie som bror til Lise Roos, nevø til Jørgen Roos og søn af Karl Roos. Han fik fem børn: Josefine Roos, Thomas Roos, Kristian Roos, Lulu Roos og Karl Roos.

## Filmografi
- Michel Simon (kortfilm, 1964)
- PH lys (kortfilm, 1964)
- Tur i natten (kortfilm, 1968)
- Kys til højre og venstre (1969)
- Tilløkke Herbert! (tv-spil, 1974)
- Syg og munter (tv-spil, 1974)
- COBRA et après (1975)
- Hærværk (1977)
- Forræderne (1983)
- Manden der ville være skyldig (1990)
- Ib Schønberg – et portræt af Danmarks største skuespiller (dokumentar, 2000)